# 玉名市立豊水小学校
玉名市立豊水小学校（たまなしりつ とよみずしょうがっこう）は、熊本県玉名市小野尻にあった公立小学校。

## 沿革
- 1874年（明治7年） - 小島簡易教場、川嶋簡易教場創立。
- 1876年（明治9年）から1879年（明治12年） - 小島簡易教場を小島小学校、川嶋簡易教場を組合立川嶋小学校と改称
- 1890年（明治23年） - 合併して豊水尋常小学校となる
- 1908年（明治41年） - 豊水尋常高等小学校に改称
- 1941年（昭和16年） - 豊水国民学校に改称
- 1947年（昭和22年） - 豊水村立豊水小学校に改称
- 1954年（昭和29年） - 玉名市立豊水小学校に改称
- 2025年（令和7年） - 玉名市立大浜小学校と統合し玉名市立大豊小学校へ

## 学校周辺
- 城ヶ崎病院
- 熊本県道113号玉名植木線